# Ricardo Hausmann
Ricardo Hausmann Goldfarb (n. 1956) es un economista venezolano, ministro de Planificación de Venezuela y jefe de la Oficina Presidencial de Coordinación y Planificación (1992-1993) durante el Gobierno de Carlos Andrés Pérez. Luego, se desempeñó como economista en jefe del Banco Interamericano de Desarrollo (1994-2000).
Es el actual director del Centro para el Desarrollo Internacional y profesor de Economía del desarrollo en la Kennedy School of Government de la Universidad de Harvard. Fue el gobernador principal de Venezuela ante el Banco Interamericano de Desarrollo, renunciando el 26 de agosto de 2019 a dicha posición.
Cointrodujo varios conceptos que se utilizan regularmente en la economía, como el «pecado original», el «diagnóstico del crecimiento», el «autodescubrimiento», la «materia oscura», el «espacio del producto», y la «complejidad económica».[cita requerida]

## Carrera

### Gobierno de Carlos Andrés Pérez
Fue ministro de Planificación de Venezuela y jefe de la Oficina Presidencial de Coordinación y Planificación (1992-1993) durante el segundo gobierno de Carlos Andrés Pérez.
De 1992 a 1993, se desempeñó como Ministro de Planificación de Venezuela y como miembro de la Junta Directiva del Banco Central de Venezuela. Por la misma época, fue Presidente del Comité de Desarrollo del FMI-Banco Mundial. De 1985 a 1991, fue profesor de Economía en el Instituto de Estudios Superiores de Administración (IESA) en Caracas, donde fundó el Centro de Políticas Públicas. Hausmann obtuvo una licenciatura en Ingeniería y Física Aplicada (1977) y un Doctorado en Ciencias Económicas (1981) en la Universidad de Cornell.[cita requerida]
Hausmann fue el primer economista en jefe del Banco Interamericano de Desarrollo (1994-2000), donde creó el Departamento de Investigación.[cita requerida]

### Centro para el Desarrollo Internacional de Harvard

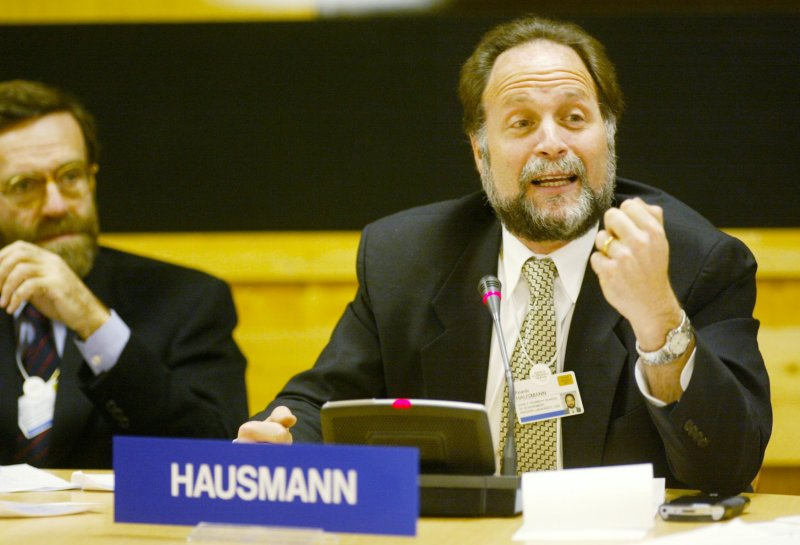
Ricardo Hausmann en el Foro Económico Mundial de 2009.

Hausmann es director del Centro para el Desarrollo Internacional (CID) de la Universidad de Harvard y profesor de Práctica de Desarrollo Económico en la Escuela John F. Kennedy de la Universidad de Harvard. También es titular de la cátedra George A. Cowan en el Instituto de Santa Fe. Entre 2005 y 2008 presidió el Panel Internacional sobre la Iniciativa de Crecimiento Acelerado y Compartido para Sudáfrica, un grupo internacional de economistas convocados por el gobierno de Sudáfrica para asesorar a su programa de crecimiento económico. También es profesor de dos materias relacionadas con el desarrollo: «strategia y Política de Desarrollo» y «¿Por qué tantos países pobres, volátiles y desiguales?». Al mismo tiempo que su posición en el CID, Hausmann también ha ocupado varios cargos en organizaciones con y sin fines de lucro: fue miembro de la junta directiva de la Compañía Anónima de Teléfonos de Venezuela (CANTV) (2001-2007), del Instituto de Microfinanzas de Acción Internacional (2009-2011), y del consejo asesor de Abengoa, una empresa de energías renovables y de la ingeniería con sede en España. A partir de 2010 a 2011, él era también el presidente electo de la América Latina y el Caribe Asociación Económica.[cita requerida]
Ricardo Hausmann escribió una columna sindicada titulada Venezuela Día D, en la cual convocó a una «coalición de los voluntariosos» conformada por las potencias de la región y Estados Unidos para intervenir Venezuela y respaldar militarmente a un gobierno designado por la Asamblea Nacional, en ese entonces liderada por la oposición.

### Banco Interamericano de Desarrollo

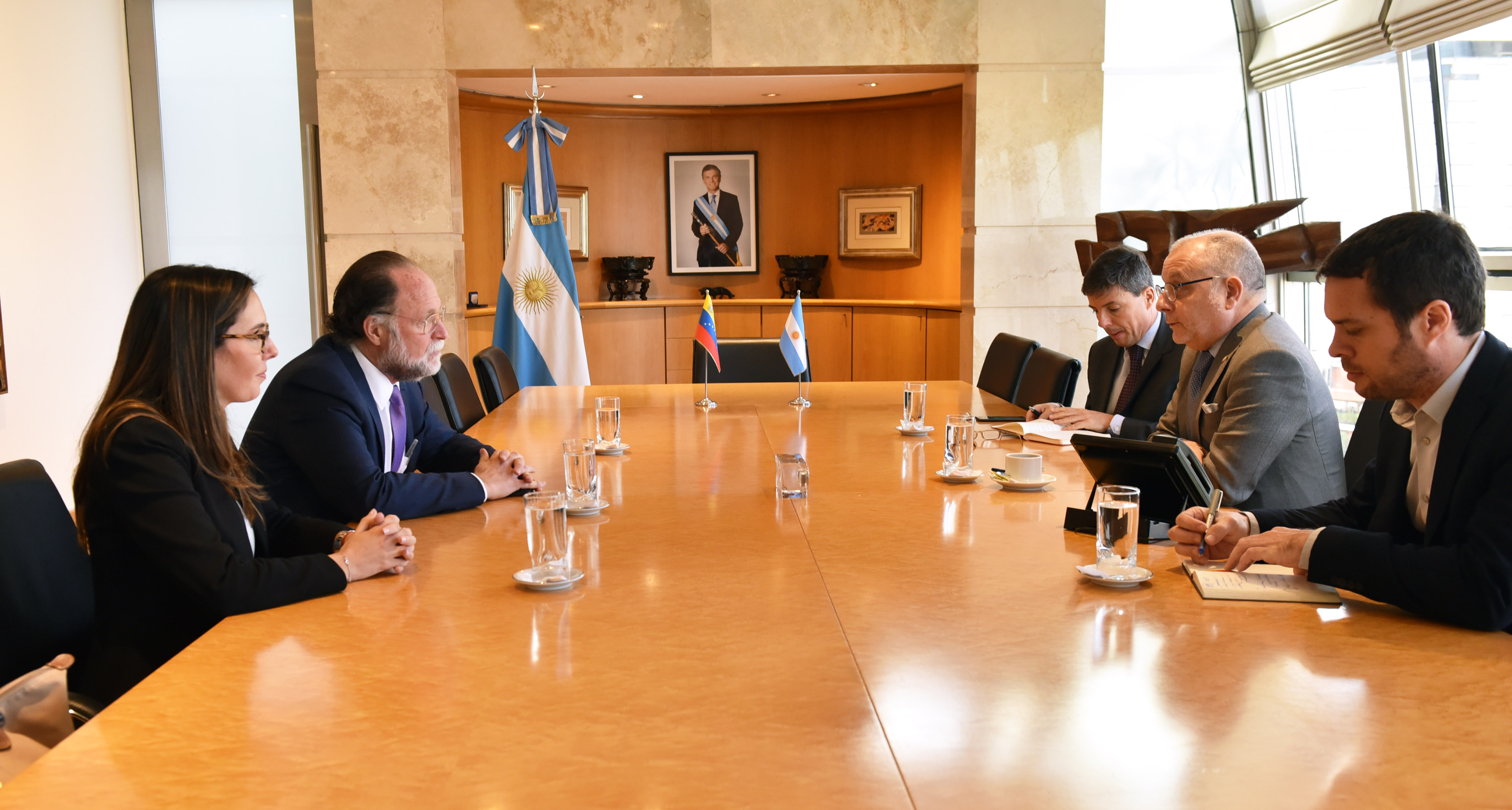
Ricardo Hausmann y Elisa Trotta Gamus en la Cancillería Argentina en 2019.

Actualmente, fue designado por Juan Guaidó como su enviado ante el Banco Interamericano de Desarrollo (BID), que tiene su sede en Washington. Siendo aceptado por la institución el 15 de marzo de 2019. La designación realizada el 28 de febrero de 2019, fue difundida por el enviado de Guaidó en Washington, Carlos Vecchio, en su cuenta de Twitter.

## Investigaciones
En CID, Hausmann ha investigado dos áreas principalmente: los factores determinantes de la volatilidad macroeconómica, la fragilidad financiera y las crisis; y los determinantes del crecimiento de largo plazo. Temas que ha estado explorando incluyen las causas de la aceleración del crecimiento y colapsos; las causas y consecuencias del pecado original; Diagnóstico del Crecimiento, el proceso de transformación estructural y el espacio del producto; los desequilibrios mundiales y la materia oscura. Estudios específicos de cada país en que ha participado han incluido proyectos en Argentina, Armenia, Azerbaiyán, Belice, Brasil, Colombia, Chile, la República Popular China, El Salvador, Egipto, Guatemala, India, Kazajistán, Marruecos, México, Paraguay, Perú, Sudáfrica, Túnez, Venezuela y los Estados Unidos Hausmann también trabaja en temas de economía global y ha sido coautor del Foro Económico Mundial Anual Global Gender Gap Report desde su creación en 2006.[cita requerida]

## Obras
- (1993) Gasto público y distribución del ingreso en América Latina, ediciones IESA.
- (2012) Export Pioneers in Latin America, Banco Interamericano de Desarrollo.
- (2013) Venezuela before Chávez: Anatomy of a Collapse, Penn State University Press.